# 巴斯科姆 (蒙大拿州)
巴斯科姆（英語：Bascom）是位於美國蒙大拿州羅斯布德縣的非建制地區。

## 歷史
巴斯科姆的郵局於1910年設立，其後於1936年停運。

## 地理
巴斯科姆所處的海拔為高於海平面895米（即2936英呎），而該地所採用的時區為UTC-6，即北美山地時區（MST）。同時該地設有夏令時間，為UTC-7調快一小時，即UTC-6（MDT）。